# Bohdan Jelínek
Bohdan Jelínek, baptisé Theodor, né le 22 juin 1851 à Choltice et mort le 19 mai 1874 dans cette même ville, est un poète tchèque, associé à la génération Lumír. Il se qualifiait lui-même de « poète de l'amour et du souvenir » (en tchèque : básníkem lásky a upomínky).

## Biographie
Il naît dans la famille de Václav Jelínek, maître d'hôtel. Il est diplômé du lycée de Hradec Králové, où il est le camarade de classe d'Alois Jirásek. Après avoir obtenu son diplôme en 1871, il commence à étudier à la faculté de médecine de l'université Charles, mais doit interrompre ses études en raison de la tuberculose. Il travaille alors comme employé des postes. À partir de la fin des années 1960, il publie dans diverses revues. Il meurt à l'âge de 22 ans.